# Хајд (Пенсилванија)
Хајд (енгл. Hyde) насељено је место без административног статуса у америчкој савезној држави Пенсилванија.

## Демографија
По попису из 2010. године број становника је 1.399, што је 92 (-6,2%) становника мање него 2000. године.
| Група             | 2000.         | 2010.         |
| Белци             | 1.470 (98,6%) | 1.368 (97,8%) |
| Афроамериканци    | 0 (0,0%)      | 9 (0,6%)      |
| Азијати           | 4 (0,3%)      | 1 (0,1%)      |
| Хиспаноамериканци | 6 (0,4%)      | 8 (0,6%)      |
| Укупно            | 1.491         | 1.399         |